# Open de Bahreïn
 (février 2024).
Si vous disposez d'ouvrages ou d'articles de référence ou si vous connaissez des sites web de qualité traitant du thème abordé ici, merci de compléter l'article en donnant les références utiles à sa vérifiabilité et en les liant à la section « Notes et références ».
L’Open de Bahreïn est une compétition annuelle de taekwondo organisée par l'Association Bahreïnienne des Arts Martiaux depuis [Quand ?].
Ce tournoi est un événement majeur dans le calendrier mondial du fait de son label « WTF-G1 ».

## Palmarès hommes
| WTF-G1 | WTF-G1           | WTF-G1               | WTF-G1             | WTF-G1                 | WTF-G1              | WTF-G1             | WTF-G1              | WTF-G1            |
| Année  | -54 kg           | -58 kg               | -63 kg             | -68 kg                 | -74 kg              | -80 kg             | -87 kg              | +87 kg            |
| ------ | ---------------- | -------------------- | ------------------ | ---------------------- | ------------------- | ------------------ | ------------------- | ----------------- |
| 2014   | Mutasim Abu Zaid | Yerassyl Kaiyrbek    | Thabit Raad        | Raihau Chin            | Anas Al-Adarbi      | Aaron Cook         | Yassine Trabelsi    | Mahama Cho        |
| 2013   | Ali Fahad        | Chawki Mohamad       | Mohamed Magdy Asal | Abdu Ahmed Osama       | Damir Fejzić        | Mahmoud Abdelrahim | Mohamad Allam       | Ayman Ahmed Malak |
| 2012   | Khaled Assiri    | Yousef Khallel Ayesh | Hisham Elhashimi   | Laith Ahmad Othman     | Khaled Al-Mutairi   | Yamen Alshanawi    | Ali Jumaa           | Tawfiq Nwaiser    |
| 2011   | Ali Shakeri      | Kaveh Rezaei         | Yasser Ba Matraf   | Seyed Ebrahim Hosseini | Babak Naderigargari | Nabil Hassan Talal | Mohamad Al Shajahey | Mohamad Khademi   |

## Palmarès femmes
| WTF-G1 | WTF-G1                  | WTF-G1              | WTF-G1                   | WTF-G1                 | WTF-G1              | WTF-G1            | WTF-G1            | WTF-G1                  |
| Année  | -46 kg                  | -49 kg              | -53 kg                   | -57 kg                 | -62 kg              | -67 kg            | -73 kg            | +73 kg                  |
| ------ | ----------------------- | ------------------- | ------------------------ | ---------------------- | ------------------- | ----------------- | ----------------- | ----------------------- |
| 2014   | Hajer Mustapha          | Yasmina Aziez       | Radwa Abdelkader Elsayed | Hedaya Malak           | Nina Klaey          | Petra Matijasevic | Milica Mandić     | Bianca Walkden          |
| 2013   | Nermine Abdelal Ramadan | Houssine Nour Ahmed | Radwi Abdel Kader        | Andrea Paoli           | Nina Klaey          | Seham El-Sawalhy  | Milica Mandić     | Abla Mohsen             |
| 2012   | Deena Abdulla Mahboob   | Dana Haidar         | Leslie De Leon           | Khalithem Jassem Johar | Mashael Khalifa Ali | Non disputé       | Fatima Reda belal | Zahraa Salman Al Dallal |

| WTF-G1 | WTF-G1      | WTF-G1          | WTF-G1     | WTF-G1      |
| Année  | -49 kg      | -57 kg          | -67 kg     | +67 kg      |
| ------ | ----------- | --------------- | ---------- | ----------- |
| 2011   | Sara Faisal | Jhaltham Jawher | Tina Cenon | Non disputé |